# Adria (Veneto)
Adria település Olaszországban, Veneto régióban, Rovigo megyében. Lakosainak száma 18 643 fő (2023. január 1.). Adria Cavarzere, Corbola, Gavello, Loreo, Papozze, San Martino di Venezze, Taglio di Po, Villadose, Villanova Marchesana, Ceregnano és Pettorazza Grimani községekkel határos.
A település az Adriai-tenger névadója, mivel eredetileg a part mentén feküdt. A Pó folyó hordaléka azonban olyan mértékben töltötte fel a tengerparti sávot, hogy mára a part mintegy 36 km távolságra került a településtől.

## Népesség
A település népességének változása:
| Lakosok száma | 20 669 | 19 604 | 19 436 | 18 643 |
|               | 2004   | 2017   | 2018   | 2023   |